# Denise Mina
Denise Mina (1966) es una escritora de novela policiaca y dramaturga de nacionalidad escocesa. Entre sus obras, destaca la "Trilogía de Garnethill", así como tres novelas protagonizadas por el personaje Patricia "Paddy" Meehan, una periodista de Glasgow. Descrita como una autora de Tartan Noir, también ha sido guionista de cómics. Entre 2006 y 2007, se convirtió en la guionista regular de Hellblazer, serie para la que escribió 13 números. Desde 2006, ha realizado dos obras de teatro con una buena acogida de crítica y público. 
La primera novela de Paddy Mehan, Campo de sangre, fue adaptada para la televisión por la cadena británica BBC en 2011, protagonizada por Jayd Johnson, Peter Capaldi y David Morrissey. La segunda, Hora de muerte, también fue adaptada, y retransmitida en 2013.
En España, su obra ha sido publicada por Roca Editorial.

## Biografía
Denise Mina nació en Glasgow en 1966. Su padre trabajaba como ingeniero. Debido a su trabajo, su familia se mudó 21 veces en 18 años: de París a La Haya, Londres, Escocia y Bergen. Mina dejó de estudiar a los 16 años y trabajó en diversos trabajos sin cualificación, como camarera, asistente de cocina y cocinera. También trabajó durante un tiempo para una fábrica procesadora de carne. A los 20 años trabajó como enfermera auxiliar para una residencia para pacientes geríátricos y terminales antes de volver a estudiar y conseguir una licenciatura en derecho por la Universidad de Glasgow.
Mientras investigaba para su tesis doctoral sobre la alegación de enfermedad mental por parte de abusadores sexuales, y enseñaba criminología y derecho penal en la Universidad de Strathclyde en los años 90, decidió escribir su primera novela, Garnethill, publicada en 1998 por Transworld.
Mina vive en Glasgow.

## Premios
- 1998: Premio John Creasy Dagger a la mejor primera novela negra, por Garnethill.
- 2006: Premio Barry a la mejor novela británica, por The Field of Blood. [3]
- 2011: Premio Martin Beck (Bästa till svenska översatta kriminalroman), por The End of the Wasp Season.
- 2012: Premio Theakston's Old Peculier a la Novela Negra del año, por The End of the Wasp Season[4].